# Roland Van den Berghe
Roland Van den Berghe (Gent, 7 december 1943) is een Belgisch kunstenaar.

## Levensloop
Van den Berghe werd geboren op 7 december 1943 in Gent. Van 1958 - 1965 studeerde hij tekenkunst, schilderkunst en monumentale vormgeving aan de Koninklijke Academie voor Schone Kunsten in Gent. In 1964 werkte hij een tijd als stofontwerper voor weverij De Ploeg in Bergeijk. Met behulp van de navorsingsbeurs die hij had gekregen van het Nederlands Ministerie van Onderwijs, Kunsten en Wetenschappen, zette hij in 1966 zijn studies verder in Amsterdam en Berlijn, waar hij film, theater en operadecor studeerde. In datzelfde jaar won Van den Berghe de Berthe Art-prijs voor schilderkunst. In 1969 verhuisde Van den Berghe van Gent naar Amsterdam. Na een toevallige ontmoeting in Brussel wordt Roland Van den Berghe goed bevriend met kunstenaar Marcel Broodthaers, met wie hij ook enkele happenings zal organiseren. Van den Berghe was actief op veel plaatsen, waaronder London en New York. Daarnaast maakte hij ook veel reizen, onder andere naar Vietnam en Israël, waar hij aan zijn kunstprojecten werkte. Het oeuvre van Roland Van den Berghe werd tentoongesteld zowel in het binnen- als buitenland en enkele werken zijn permanent opgenomen in publieke collecties, zoals in de collectie van het S.M.A.K. in Gent en bij MOMA in New York.

## Oeuvre
Roland Van den Berghe maakt conceptuele kunst die een verborgen symboliek bevat en kritiek geeft op de maatschappij. Hij is actief in verschillende kunstdisciplines zoals teken- en schilderkunst, performance en beeldhouwkunst. Zijn kunstwerken gaan vaak een interactie aan met de omgeving en mensen worden uitgenodigd om te participeren in zijn projecten. Bijvoorbeeld zijn tekeningen van Fabiola/Merckx uit 1969 waarbij mensen werden gevraagd om schetsen in te kleuren volgens hun maatschappelijke overtuigingen. Hij ontwierp ook verschillende objecten uit metaal, zoals Strandstoel voor ongehuwd echtpaar (1969) en Plein Air (1987). In zijn werken zitten vaak verwijzingen naar actuele gebeurtenissen zoals de Vietnamoorlog. Daarnaast refereert hij ook vaak naar andere kunstenaars zoals Marcel Duchamp, Piet Mondriaan en René Magritte, wiens werk hij ook bestudeerde.
Een belangrijk thema in het oeuvre van Roland Van den Berghe zijn machtsmechanismen. Hij bekritiseert in zijn kunstwerken vaak macht en manipulatie in de samenleving. Een voorbeeld hiervan is het Bommentapijt uit 1972. Dit werk bestaat uit 50 aan elkaar bevestigde schilderijen met afdrukken van voetstappen van mensen die in opdracht van Roland Van den Berghe over de schilderijen waren gestapt. Enkele bomschilderijen plaatste hij naast Picasso's "Guernica" om deze twee artistieke protesten tegen oorlog met elkaar te confronteren. In 1994 nam Van den Berghe ook deel aan "I Am You", een groepstentoonstelling waarbij kunstenaars beeldende kunst exposeren als reactie tegen rechts-radicalisme, geweld en vreemdelingenhaat.
Daarnaast voert Van den Berghe ook happenings en performances uit zoals Clito (1967/68) dat voor het eerst werd opgevoerd in het Paleis voor Schone Kunsten in Brussel. Tijdens de performance werd een druktrommel van een rotatiepers zonder inkt gedraaid wat het stilleggen van maatschappelijke processen symboliseerde. Van den Berghe is ook geïnteresseerd in oude instrumenten uit de fotografie en bewegende beelden. Hij maakte dan ook een taumatroop en een foliosscoop. Participaties en performances legt hij vaak fotografisch vast. Daarnaast maakt hij veel schetsen en notities in zijn schetsboek.

## Archief
Van september 2024 tot en met juni 2025 werd er gewerkt aan een pilootproject rond het oeuvre van Roland Van den Berghe door zijn familie en het Centrum Kunstarchieven Vlaanderen. Het doel van dit project was het nalatenschap van de kunstenaar goed te bewaren. Hierbij werd er gewerkt aan het maken van een inventaris van het archief, het digitaliseren van de schetsboeken van de kunstenaar en andere archiefstukken, en het maken van een website.

## Tentoonstellingen (selectie)
- 1967 - 1968: Interuniversitaire tentoonstelling Reportage: groep kunstenaars samengebracht door Roland Van den Berghe: Marcel Broodthaers, Etienne Bertozzi, Panamarenko, Heere Heeresma (in Brussel, Gent en Utrecht).
- 1969: 2e Triënnale der Zuidelijke Nederlanden in het Stedelijk Van Abbemuseum in Eindhoven.
- 1970: solotentoonstelling Zeven blauwdrukken van een stemspleet, The Gallery Club, Knokke.
- 1974: solotentoonstelling Rug for Rent in het Museum Hedendaagse Kunst in Utrecht.
- 1975: groepstentoonstelling Het Verpozingsmechaniek Staatspaard, V.E.S.V.U. congres "Economie en Staat", Vrije Universiteit Amsterdam.
- 1987: Plein Air, op het dak van de Europarking in Amsterdam.
- 1994: I Am You, kunstenaars tegen vreemdelingenhaat, Terrein Bier & Co Amsterdam.
- 2014: Het verpozingsmechaniek Staatspaard, voetnoot bij de manifestatie: nacht van de kennis, Kaaitheater in Brussel.
- 2023: Filosofie als Waarde, Boekhandel in Amsterdam.[9]

- Bibliothèque nationale de France: cb14586997c (data)
- International Standard Name Identifier: 0000 0000 0095 8746
- Library of Congress Control Number: nr99007758
- Nationale Bibliotheek van Israël: 987007258524805171
- Nederlandse Thesaurus van Auteursnamen: 070058865
- PIC: 313538
- RKD-Nederlands Instituut voor Kunstgeschiedenis: 7198
- Union List of Artist Names: 500387564
- Virtual International Authority File: 42087622
- WorldCat: E39PBJyh8Pk7vtbtyDpWMCChHC